# Tyyne Bööková
Tyyne Ellen Bööková (nepřechýleně Tyyne Böök; 21. března 1884, Helsinky – 11. června 1968, tamtéž) byla finská fotografka.

## Životopis
Bööková vyrostla v neúplné rodině s pěti dětmi poté, co její otec emigroval do Severní Ameriky. Bööková se o fotografii začala zajímat jako teenager, když pracovala ve fotografickém studiu Karla Emila Ståhlberga z Helsinek. Zároveň se seznámila s ateliérovým fotografem Fransem Engströmem, který si brzy se svou ženou otevřel fotoateliér v Imatře. Na přelomu století pracovala Bööková několik let v Engströmově fotografickém ateliéru, než se vrátila do Helsinek a získala práci v ateliéru Ernsta Oveséna. V roce 1913 založila vlastní fotografické studio v dělnické čtvrti Siltasaari, vedle helsinského Tyvoväentalo.
Své nejslavnější fotografie pořídila Bööková v dubnu 1918 během bitvy o Helsinky, kdy mimo jiné fotografovala zkázu způsobenou válkou a kapitulaci Rudých Němcům, kteří město obsadili. Válečné fotografie Böökové a Elsy Sillmaninové byly vystaveny na výstavě Finského muzea fotografie v roce 2018. 
Bööková se ve 20. letech vzdala své profese fotografky, poté vedla mimo jiné obchod se spodním prádlem v centru Helsinek a spolu se svou sestrou Hiljou Böökovou (1882–1933) vlastnily firmu Helsingin Veneja Moottoripaja, která působila v Hanasaari. Koncem 40. let žila ve Švédsku.
Bööková byla členkou představenstva Asociace finských fotografů a organizoval fotografické kurzy se svou kamarádkou Tyyne Savia. Bööková byla také členkou Finské teosofické společnosti.

## Galerie

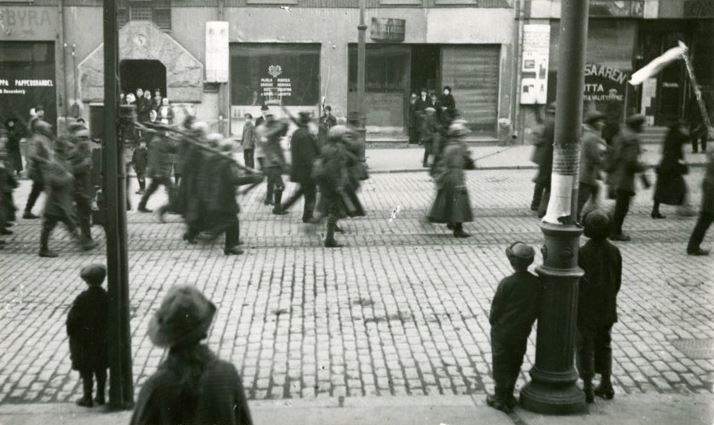
Rudé gardy, které se vzdaly během bitvy o Helsinky pochodu v Siltasaari pod bílou vlajkou, 1918
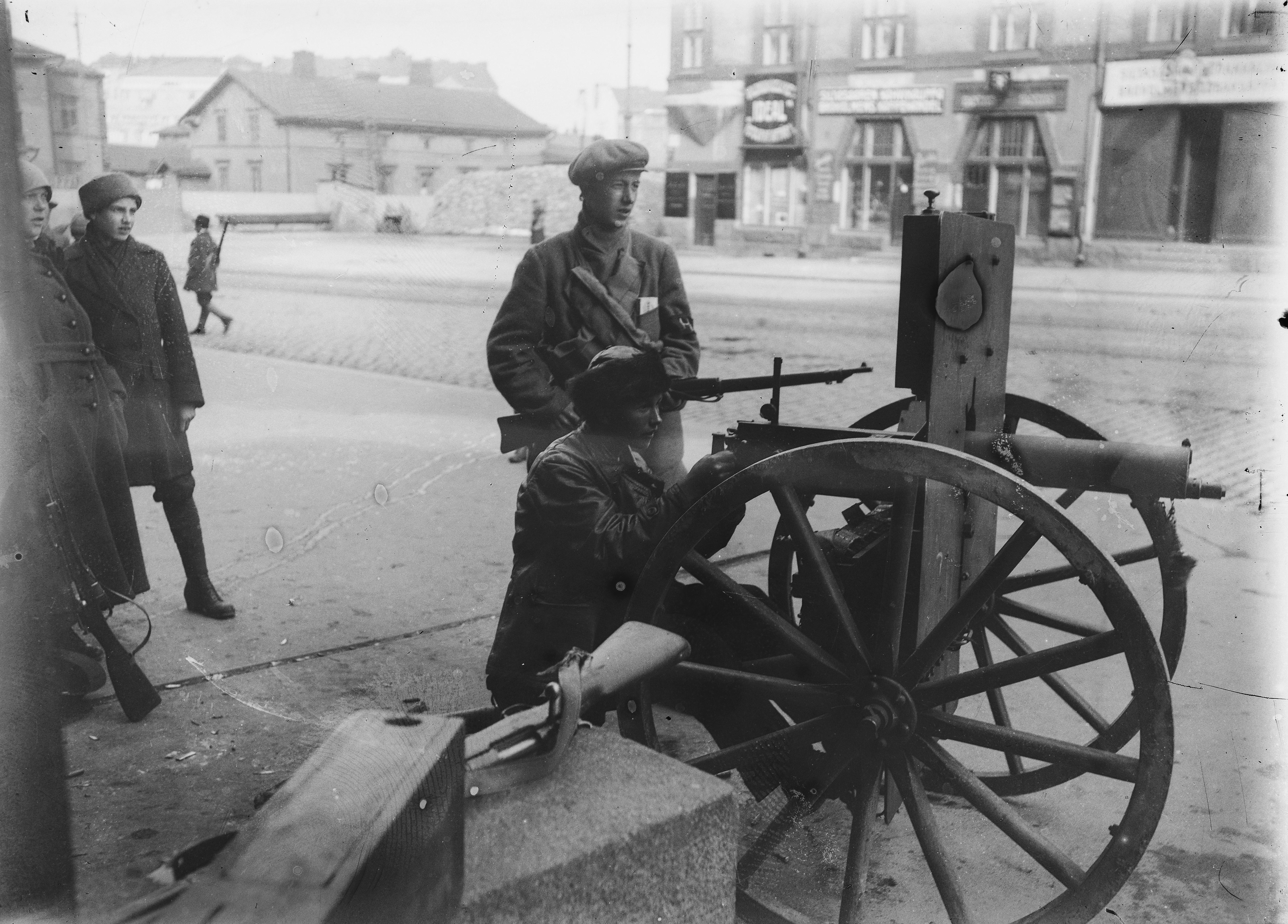
Helsinští bojovníci Rudé gardy s kulometem Maxim během bitvy o Helsinky u Siltasaarenkatu 6 v Hakaniemi, 1918
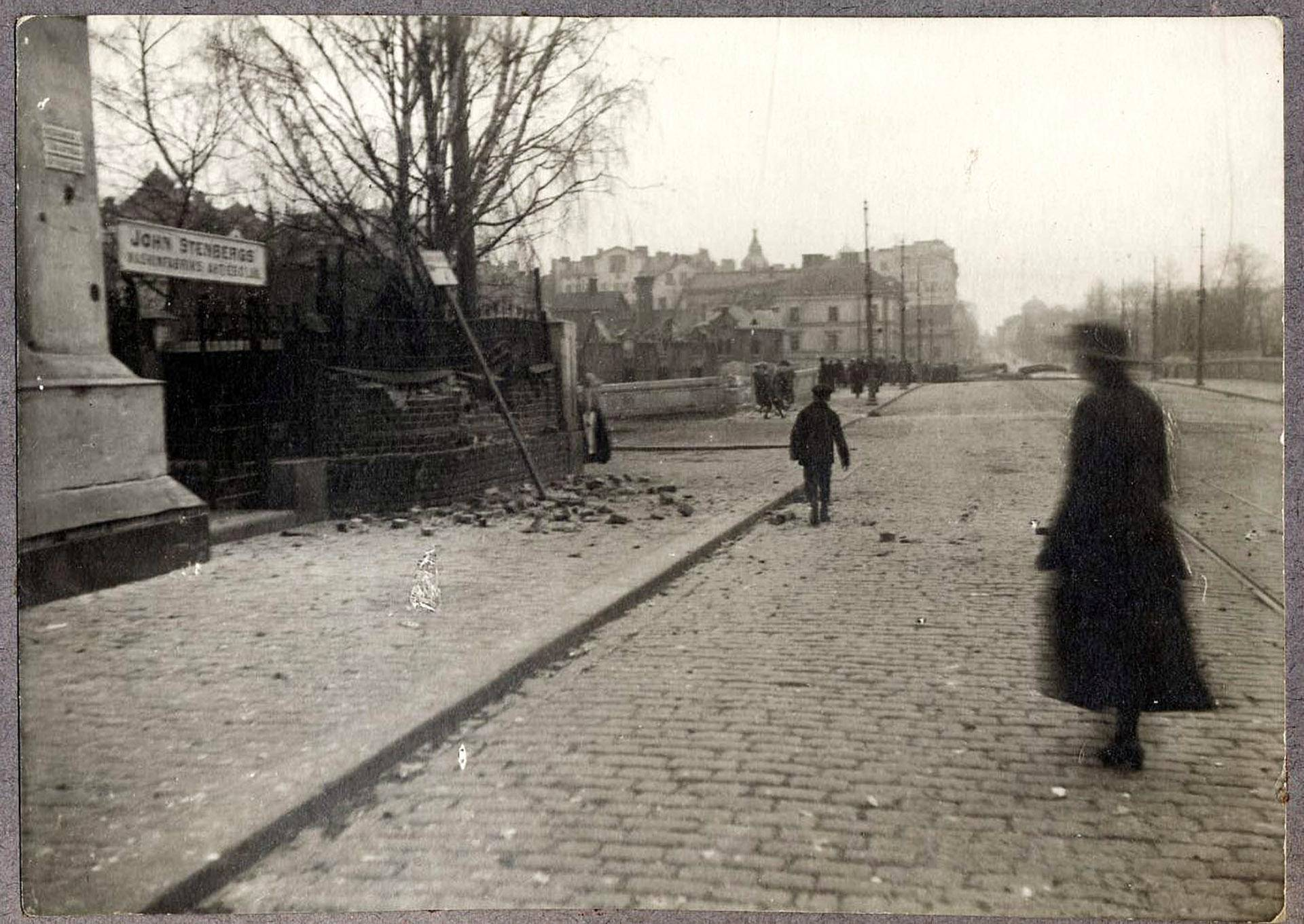
Fotografie fasády továrny Johna Sternberga v Siltasaarenkatu, poblíž Pitkäsilta, po bombardování německými vojsky, 1918
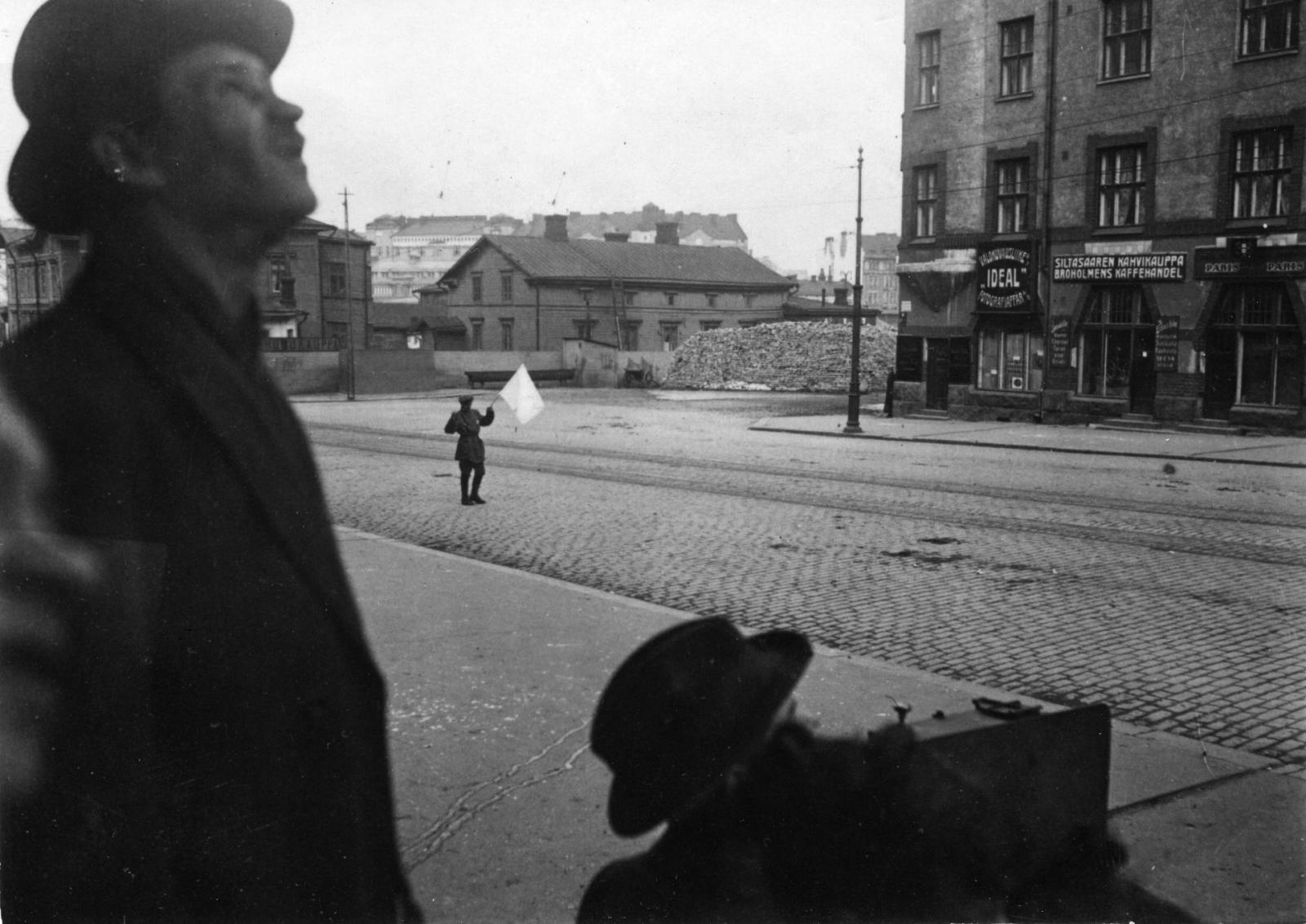
1918 Finská občanská válka, bitva o Helsinky: Bojovník Rudé gardy se vzdává německým jednotkám v dělnické čtvrti Siltasaari, 1918
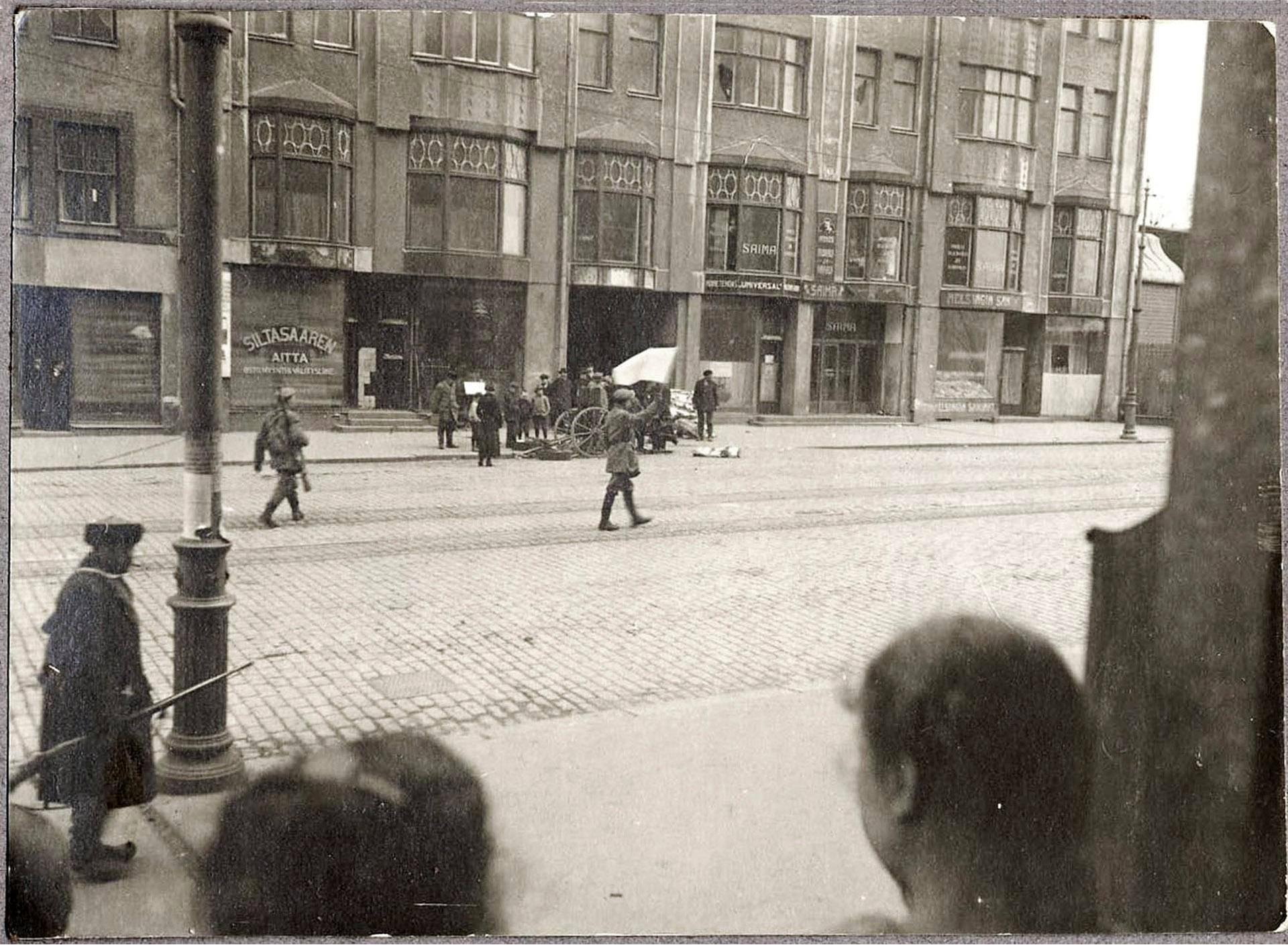
Finská občanská válka: Bojovník Rudé gardy s bílou vlajkou v dělnické čtvrti Siltasaari po bitvě o Helsinky, 1918